# Chaetarcturus praecipius
Chaetarcturus praecipius là một loài chân đều trong họ Antarcturidae. Loài này được Menzies & George miêu tả khoa học năm 1972.